# Brandon Robinson
Brandon Lavoris Robinson (Huntsville, 15 aprile 1981) è un ex cestista statunitense, professionista nella NBDL, in Europa, Asia e Sudamerica.

## Palmarès
- All-WBA Second Team (2005)
- Campione NBDL (2006)